# 봉소루
봉소루(鳳巢樓)는 대전광역시 중구 석교동에 있는 조선시대의 건축물이다. 1992년 10월 28일 대전광역시의 문화재자료 제35호로 지정되었다.

## 개요
보문산 남쪽 기슭에 있는 봉소루는 조선 인조(재위 1623∼1649) 때 학자이면서 교육자인 남분봉(1607∼1674)이 학문을 가르치던 서재이다.
원래 봉소재라 불렸는데 ‘봉소’는 새들의 보금자리란 뜻으로, 실제로도 봉소루 주위에는 수백년 된 느티나무 등이 많이 있어 많은 새들이 오가고 있다.
봉소루는 후진을 양성하는 교육의 장으로, 숙종 40년(1714)과 영조 34년(1758)에 고쳐 세운 기록이 있다.
안채는 앞면 3칸·옆면 1칸 규모의 건물이고, 누는 앞면 1칸·옆면 2칸 규모로 되어 있다. 안채와 누가 붙어서 ㄱ자형을 이루고 있으며, 지붕은 옆면에서 볼 때 여덟 팔(八)자 모양인 팔작지붕이다.
누 정면에는 봉소루 현판이 걸려 있다. 1970년대에 건물을 고쳐 세웠으나 형태는 그대로 유지하고 있다.

## 참고 자료
- 봉소루 - 국가유산청 국가유산포털